# カタルーニャ共和主義左翼
カタルーニャ共和主義左翼（カタルーニャ語: Esquerra Republicana de Catalunya IPA: [əsˈkɛrə rəpubːɫiˈkanə ðə kətəˈɫuɲə] アスケーララプブリカーナダカタルーニャ、ERC）は、1931年にバルセロナで創設されたスペインの政党、もともとはカタルーニャでの活動を主眼としていたが1990年代以降バレンシア、バレアレス諸島、ルシヨンなどにも活動領域を広げている。思想・信条は創設当時は連邦主義を掲げていたが、現在はカタルーニャ語地域を糾合したカタルーニャ語圏の独立を掲げている。カタルーニャ左翼共和派と表記されることもある。
ERCはフランセスク・マシアー、リュイス・クンパンチ、ジュゼップ・タラデーリャスなどの傑出した政治家を擁し、第二共和国期および反フランコ闘争や民主化移行期のカタルーニャの政治において重要な役回りを演じた。現在の活動家はおよそ1万人を数えている。自治州内の自治体レベルおよびバル・ダランではAcord Municipal、オクシタン共和主義左翼（Esquèrra Republicana Occitana）として、バレンシア州内では支部政党バレンシア共和主義左翼（Esquerra Republicana del País Valencià）で活動を行っている。

## 歴史

### 1931年-1936年：第二共和国期
ERCはジャウマ・アイグアデーによって、バルセロナのサンツ地区で1931年3月17日から20日にかけて開催されたカタルーニャ左翼会議においてリュイス・クンパンチのカタルーニャ共和党、フランセスク・マシアーのアスタート・カタラーとジュアン・リュイーの「ルピニオー」グループ（同名の研究会が前身）の統合の結果設立された。マシアーの指揮のもと同年の自治体選挙に勝利し、イベリア連邦内でのカタルーニャ共和国を宣言した。スペイン第二共和国暫定政府は、結果的にカタルーニャ自治憲章 (1932年)として結実することになるこの自治の動きに起因する政治危機に直面することとなった。1934年リュイス・クンパンチは急進共和党＝CEDA政府に対する労働者蜂起のアストゥリアス10月革命へと向かう労働運動の緊迫した状況に乗じて「スペイン連邦共和国」内のカタルーニャ国を宣言した。このことは共和国の合法性に疑問を呈し、また政府の武力行使に挑戦するものであった。政府は分離主義者たちの意図を挫くために戦争状態を宣言し、軍部の介入を命令した。クンパンチは逮捕され、投獄され、自治政府の企ては失敗に帰した。この期間ERCはアスカモッツという準軍事組織を有していた。1936年アスケーラは人民戦線に参加、2月の総選挙に勝利、クンパンチはカタルーニャ自治政府首班に就任した。
この第一期の間にERCは10万を超える活動家を得たが、カタルーニャでは無政府主義（反国家的、反国家主義的な）が支配的となっていた。

### 1936年-1939年：内戦期
1936年7月18日スペイン市民戦争へとつながる共和国に対する軍部の反乱が起こされ、ERCはスペイン共和国政府とカタルーニャ自治政府に参加し続けながら、「人民軍」と呼ばれた義勇軍と共闘した。

### 1939年-1975年：フランコ体制下の非合法化期
1939年内戦は反乱軍側の勝利に終わり、政党は禁止され、政治的自由は奪われた。カタルーニャでは自治政府機関は廃止され、公的機関でのカタルーニャ語の使用は禁止された。ERCとその党員に対する第二共和国時代、内戦時代の活動について厳しい追及が行われた。ERCのHPによると「（内戦前の）党員70,000のうち半数が、亡命を余儀なくされ、4分の1が投獄され、あるいは処刑された」とされている。
ERCは非合法化され、一部の党指導者たちはリュイス・クンパンチ率いるカタルーニャ亡命自治政府が設立されたフランスへと亡命し、またあるものはカタルーニャへ残り、マヌエル・ジュリアックス、ジャウマ・セラを中心に抵抗組織の設立を目指した。
1940年ナチス・ドイツがフランスを打ち負かし、占領、スペイン政府の要請でリュイス・クンパンチがゲシュタポに逮捕された。クンパンチはスペイン側に引き渡され、1940年10月15日バルセロナのムンジュイック城で銃殺刑に処された。
1943年フランス亡命中のERC党員がシャルル・ド・ゴール将軍側の代表と協定を締結、民主主義とフランス共和国を取り戻すためのファシズムとの戦いを行うためにフランスのレジスタンス活動に加わることとなった。
1945年第二次世界大戦が終結し、連合国軍へのスペイン進攻によってフランコ体制の崩壊の可能性を想定した亡命ERCの党執行部はペラ・プッチ・スビニャーとジュアン・ロドリゲス＝パパセイトの2人のリーダーをカタルーニャに送った。そしてフランスが解放され、トゥールーズにおいてジュゼップ・イルラ党代表のもと党大会が開催され、ジュゼップ・タラデーリャスが新書記長に選出された。
1952年亡命先から、自治政府の閣僚であったマルティー・バレーラの息子アリベルト・バレーラが帰国、ERCの執行部に入る。
1950年代ERCはカタルーニャ民主主義評議会並びに民主主義勢力評議会に加盟。
1954年ジュゼップ・イルラが党代表を辞任、ジュゼップ・タラデーリャスが党代表に選出された。
1958年ジュゼップ・イルラがフランスで死亡した。
1959年ジュゼップ・タラデーリャスが亡命カタルーニャ自治政府首班に選出された。
1964年の9月11日（カタルーニャ民族の日）、ERCは他の非合法化されたグループとともにバルセロナで、内戦終結後初めて反フランコ体制デモを組織した。
1960年代を通じてERCは、ヨーロッパ運動カタルーニャ評議会（Consejo Catalán del Movimiento Europeo）、カタルーニャ社会民主主義事務局（Secretariado de la Democracia Social Catalana）、カタルーニャ政治勢力調整委員会（Comisión Coordinadora de Fuerzas Políticas de Cataluña）に次々と加盟した。

### 1975年-1980年：民主化移行期
1975年11月20日のフランシスコ・フランコの死とフアン・カルロス1世のスペインの国家元首への就任は、自由の回復、政党の合法化、民主的機関の回復などの民主化へ向けての移行期への道を開いた。
ERCは合法化されたカタルーニャの最後の政党で、カタルーニャにおける民主化移行期の重要人物の一人であるジュゼップ・タラデーリャスの党となっていた。
1976年7月には第8回ERC党大会が開催され、アリベルト・バレーラが書記長に選出された。
1977年6月15日39年間続いた独裁制の後初の憲法に基づいた選挙が行われた。ERCは共和主義政党であることでまだ合法化されておらず、選挙に出られなかった。党指導部は同様に未だ非合法状態に置かれていたスペイン労働党（PTE）によって率いられていた左翼民主戦線と提携し、カタルーニャ左翼＝民主主義選挙戦線（Esquerra de Catalunya-Front Electoral Democràtic）という名称で選挙に参加、候補者名簿筆頭にはERCの書記長アリベルト・バレーラの名が記されていた。ERCは得票数143,945票、カタルーニャでの得票率4.72%でカタルーニャで第6党という結果で、1議席を獲得、アリベルト・バレーラが立憲議会議員となった。
1977年9月29日スペイン政府首相（el presidente del gobierno español）アドルフォ・スアレスは法令によってカタルーニャ自治政府を再設置、フランコ体制下の合法性の改革に由来しない初めての機関となった。亡命自治政府首班ジュゼップ・タラデーリャスは亡命先から帰国し、同年10月23日バルセロナにおいて再興された自治政府首班に就任した。1977年には党員3,453人となった。
6月15日の選挙で選ばれたカタルーニャ議会議員はカタルーニャ自治憲章の立案への取り組みを開始した。このプロセスにERC書記長のアリベルト・バレーラも加わった。新スペイン憲法についての議論において、ERCは共和制と諸民族の自決権を要求する唯一のカタルーニャの政党であるとの態度表明を行った。スペイン憲法にこれらの反対意見が考慮されないこととなり、ERCは1978年12月6日に行われた憲法について是非を問う住民投票で反対票を投じるよう呼びかけた。
1979年3月1日の総選挙ではERCは123,452票を獲得、1議席を得、再びアリベルト・バレーラが下院議員となった。また、同年にはカタルーニャ自治憲章の是非を問う住民投票が行われ、ERCは賛成票を投じるように有権者に訴えた。

### 1980年-2003年：自治州カタルーニャ

#### 1980年-1984年：バレーラ時代
1980年3月20日に内戦後初めてのカタルーニャでの民主的選挙である州議会選挙が行われた。ERCは240,871票を獲得、カタルーニャ自治州議会で14議席を得た。党首アリベルト・バレーラに率いられたERCはカタルーニャの政治で第5勢力という結果に終わったが、集中と統一（CiU）の自治州首相候補ジョルディ・プジョルにとって自治州首相に指名されるために、その14議席はカギとなった。ERCの支持を得、プジョールは州首相に就任したが、ERCは州政府に加わらずCiU単独で政権を担った。
1982年10月28日の総選挙では獲得票数は138,118で、国会で再び議席を確保することはできなかった。
1984年の州議選はERCには厳しい結果となることが予想された。州議会で第5党の位置は維持したものの、カタルーニャ民族主義を旗印として打ち立てたCiUに票が流れ、大きく票を減らした（得票は前回の約半分の126,943票）。アリベルト・バレーラ率いるERCは14議席から5議席へと後退し、絶対多数を確保したCiUに対して政治的力を大きく喪失した。

#### 1984年-1989年：ジュアン・ウルタラー時代と危機的状況の継続
党は危機的状況にあり、その中で新しい党首にジュアン・ウルタラーが選ばれた。1986年3月12日のNATO残留の是非を問う住民投票ではERCはNATO脱退への支持を表明するも、残留支持票多数という結果に終わった。
1986年6月22日の総選挙では、80年の総選挙で獲得したただ一つの国会議席を82年に喪失していたERCにとって一段と厳しい結果となることが予想され、得票84,628、カタルーニャでの得票率2.67%という惨憺たる結果であった。この当時の党員数は1,676人で、党の危機的状況をやはり反映していた。
1987年の欧州議会選挙で、ERCはバスクとガリシアの民族主義政党エウスコ・アルカルタスナ（EA）とガリシア民族主義党（PNG）とともに諸民族のヨーロッパのための同盟を結成、この選挙協力はわずかながらもカタルーニャ内での支持を拡大する結果となった（112,107票、得票率3.7%）。選挙連合は1議席を欧州議会に獲得したが、候補者リスト第2位であったERCの議員誕生とはならなかった。
1988年の州議選では、ウルタラーをリスト筆頭に掲げたものの、得票数111,647で前回の国政選挙は上回ったものの、前回84年の州議選、前年の欧州議会選を下回り、党の危機的状況がなお継続していることを確認する結果に終わった。カタルーニャの有権者のうち4%の支持であったが、選挙の計算方法によって議席数は前回より1上回り（獲得議席6）、州議会第5党の勢力を維持することに成功した。
ジュアン・ウルタラーが率いたERCは1989年の総選挙においても、結果は86年の時とほぼ同様で、州内の得票率2.6%、得票数84,756で、84年の州議選で失った議席を補うものとはならなかった。この年の欧州議会選挙では再びEAとBNGと選挙連合諸民族のヨーロッパのためを結成したものの、危機的状況は深まるばかりであった（得票数78,408、州内得票率2.68%）。カタルーニャでのこの前回を下回った結果にもかかわらず、選挙連合は1議席を獲得し、1991年の選挙協定によってリスト1位に名のあったカルロス・ガライコエチェアとリスト2位のアリベルト・バレーラが交替して議席についた。

#### 1989年-1996年：アンジャル・クロムによる党の転換
1989年11月にリェイダで開催された第16回ERC党大会で、ジュアン・ウルタラーに代わって、リスト筆頭候補者に名が乗ったこともあるジュゼップ＝リュイス・カロッド＝ルビーラを通り越して、新書記長に選出されたアンジャル・クロムに代表される若い世代のリーダーたちによって党再生が開始された。この党大会でカタルーニャ語圏の独立が党の政治目標として承認され、カタルーニャ州外の党員の獲得が始められることとなり、その後バレアレス諸島（1989年）とバレンシア州（1992年）においてERCの支部組織が設立されることとなった。
アンジャル・クロムは分立する多数の小政党に属する、あるいはより急進的な考えを持つなどの多くのカタルーニャ独立主義の若者をアスケーラに結びつけるためのプロセスを開始した。90年代の最初の数年間、ERCはテロリスト集団テーラ・リウラ（自由な大地の意）のメンバーを取り込むことを通じて、暴力主義を放棄させ、同組織の解散に尽力した。
これらの変革は1992年の州議選で実を結び、党勢の回復につながった。リーダーのアンジャル・クロムとジャーナリストのピラール・ラオーラ、そして初めて選挙に参加した多くの若者たちの支持によって、ERCは210,366票、8%の得票率を得て、11議席を獲得し（前回州議選のほぼ2倍）、カタルーニャのためのイニシアティブや国民党を4議席上回り、第3党の位置を占めるに至った。
1993年6月6日に行われた総選挙において、ERCは189,632票を得、下院に初めて1議席を獲得、ピラール・ラオーラが議席についた。同年12月第19回党大会が開催、現在も有効である党の思想・イデオロギー声明が可決された。翌94年、EAといくつかの小政党と欧州議会選挙において再び諸民族のヨーロッパのためという名称で選挙連合を結成することで合意に至った。結果は、カタルーニャでは今までで最高の成績を残したが、全スペインで239,339票（1.29%）、議席確保とはいかなかった。
翌95年の州議選では、過去最高の結果であった。獲得票数305,867で、議席は11から13へ増やしたが、国民党が17議席を得て、州議会第3党の座を明け渡した。この年の党員数は6,467人を数えた。
1996年ERCは、アンジャル・クロムとピラール・ラオーラの2人のリーダーが党を離脱、独立派の票をERCと奪い合うことになる独立のための党を結党するという、党組織を揺るがす危機に見舞われた。この党分裂はERCの党員数減少をもたらし、同年末の党員数は4,000人となった。

#### 1996年：カロッド＝ルビーラによる新時代
1996年11月第21回党大会が開催、新党首にジュゼップ＝リュイス・カロッド＝ルビーラ、書記長にジュアン・プチャルコスという新執行部が選出された。新執行部は軌道修正を発表した：カタルーニャの独立については放棄しなかったものの、それを唯一のものとする考えを改めた。また、カタルーニャの左翼の中に党を位置づけることを望んだ。
1996年3月3日に行われた総選挙では、ERCは167,641票を獲得、下院議席を維持し続けることに成功した。
1999年の州議選ではジュゼップ＝リュイス・カロッド＝ルビーラ党首の下、ERCは前回の州議選に僅かに及ばない結果で、得票271,173票で1議席を減らし、州議会議員135議席中12議席であった。また、クロムとラオーラの独立のための党は1議席も得られず、解党となり、ERCはカタルーニャ独立の選択について主導権を握る政党としての地位を保持した。
2000年3月12日の総選挙では、得票194,715、ジュアン・プチャルコスの1議席を守った。
2002年12月31日時点の党員数は5,503人を数えた。
2003年春に行われた自治体選挙では、ERCは大躍進を遂げ、カタルーニャ全土で414,000もの票を獲得（12.77%）、1,383の自治体議員、116の自治体首長を得た。

### 2003年-2006年：再びのカタルーニャ政府
2003年11月16日の州議選において、ERCは23議席を獲得し、政権獲得のために過半数を確保するためにはERCとの連立が不可欠となるキャスティングボートを握る政党となった。数週間の後、CiU（保守民族主義政党）との連立が成るように思えたが、最終的にカタルーニャ社会主義者党（PSC）とカタルーニャ緑のためのイニシアティブ＝カタルーニャ統一左翼との間で「進歩主義協定」（ティネイ協定と呼ばれた）を結ぶこととなった。
ERCはPSCのパスクアル・マラガイ首班の3党連立政権に加わり、党代表ジュゼップ＝リュイス・カロッド＝ルビーラが筆頭閣僚（Conseller en cap）に就任するなど自治政府閣僚6ポストを得た。ERCはそのほかに、教育（ジュゼップ・バルガリョー）、福祉・家族（アンナ・シモー）、商業・観光・消費（ペラ・アステーベ）、統括・公共行政（ジュアン・カラテール）、大学・研究・情報社会（カルラス・スラー）の5ポストを得た。また、アルネスト・バナックが自治州議会議長に選出された。
新政権が発足後まず取り組んだ課題は新しい自治憲章立案のための手続きを開始することであった。
自治政府の最初の重大な危機はアスケーラの党首ジュゼップ＝リュイス・カロッド＝ルビーラがパルピニャーでETAのリーダー2人と極秘裏に会談を持ったということによって引き起こされた。マラガイは当日国外公式訪問中であったため、筆頭閣僚のカロッド＝ルビーラが実質的に州首相職代行を務めており、マラガイには無断であった。日刊紙『ABC』はスペイン国家のシークレットサービスからの情報を報道、メディア、社会全体に一大論争を巻き起こし、カロッド＝ルビーラを州政府閣僚から罷免することによって、この一大政治危機の幕引きをすることとなった。ジュゼップ・バルガリョーがカロッドに替わって、筆頭閣僚に就き、ERCは政権内に留まり続けた。バルガリョーが就いていた教育担当閣僚にはERCのマルタ・シッドが就任した。
ERCは党のリーダーに対する不当な攻撃であると考え、2004年3月14日の総選挙において候補者リスト筆頭にカロッド＝ルビーラの名をに乗せ、選挙に臨んだ。このことにより、ERCは選挙が有権者がカロッドの行動を支持するのかしないのかという国民投票のようなものになることを望んだ。
ERCの結果は目を見張るものであった。民主化以後の歴史において、ERCは下院に1議席を送るのがやっとであったのが、この年の3月は8議席を獲得、得票も194,715から652,196と飛躍的に増大、1977年の民主化選挙以降の選挙で歴史的な記録となった。
選挙後カロッドは下院議員の当選証書を拒否、ジュアン・プチャルコスが代わりに受け、スペイン首相指名投票ではホセ・ルイス・ロドリゲス・サパテーロを支持、予算その他の法案についても、社会労働党政権に協力した。
ERCのカタルーニャ自治州政府への参画並びにロドリゲス・サパテーロの社会労働党政権に対する支持は、保守派からの厳しい批判にさらされた。アンヘル・アセーベスやエドゥアルド・サプラーナなどの国民党所属政治家はサパテーロがERCの「独立主義者の脅し」に屈したと非難した。また、エル・ムンドやラジオ局COPEなどの多くのマスコミはERCの指導部に対し厳しい態度をとった。とくに、カタルーニャ政府要人のイスラエルへの公式訪問中にカロッド＝ルビーラがテロリストグループのETAと話し合いを持ったことは大きな論争を巻き起こした。マドリードの社会労働党政府はERCを擁護する態度をとり続け、ERCはカタルーニャ自治政府の連立与党にとどまった。
2005年9月30日、ERCはカタルーニャ議会において新自治憲章草案に賛成票を投じ、同草案は州議会を通過した。
州議会での新自治憲章案可決の後、発効のためにスペイン国会に送られた。文言の削除は論争を引き起こし、ERCと自治州議会によって可決された草案に忠実である人々と自治政府の支持者たちの間で危機を誘発した。ERCは、2005年に州議会を通過した法案が、最終的にスペイン国会下院において可決された法案では大幅に文言が削除されたと受け止めた。このことは住民投票の日時が近づくにつれ、最終法案に対するERCの態度を変えさせることとなった。

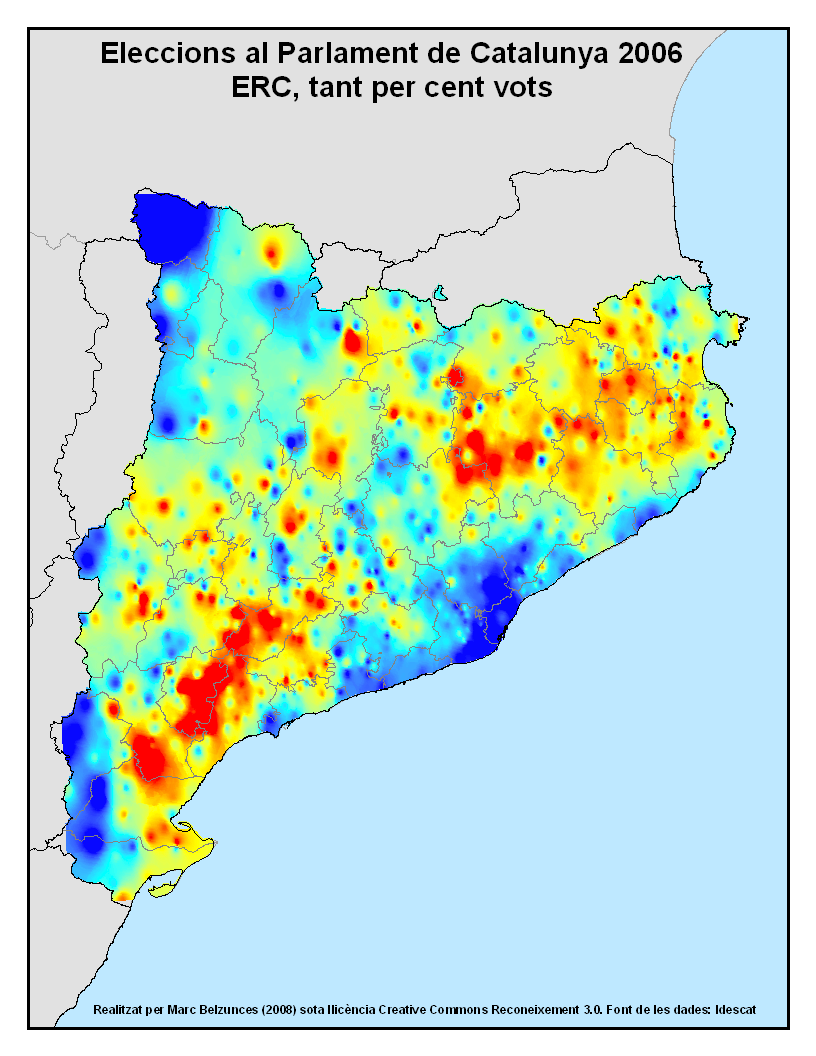
2006年州議選でのERC支持者分布。赤が支持率の高い地点、青は低い地点

2006年2月18日、ERCは「われわれは一つのネーションであり、自決権を持つ」（Som una nació, tenim dret a decidir）というスローガンの下でバルセロナにおいて様々な団体によって組織されたデモへの市民の参加を呼びかけ、自治憲章がカタルーニャが一つのネーションであることを認め、2005年9月30日に自治州議会で可決された自治憲章の条文を盛り込むことを要求した。さまざまな発表によるとこのデモには50万から100万もの人々が参加したとされ、ERCのリーダーたちが全員そろってデモに参加、カタルーニャが一つのネーションであることを明記しない自治憲章は支持しないことを明言した。
またERCの執行部は自治憲章案の財政に関する内容がカタルーニャにとって満足いくものではないため、最終案に賛意を示すことができない、また自治政府のバルセロナ空港整備事業に対する姿勢に譲歩するつもりのないことも付け加えた。
2006年4月20日自治州首相パスクアル・マラガイは自治政府の閣僚のうち6人を更迭する事態に陥ったことを発表した。そのうち2人がERC所属であった。連立与党の3党間で話し合いがもたれ、合意が成立、マラガイが更迭した閣僚に代えて、ERCから新閣僚が出された。ジュアン・カラテールに替えてシャビエル・バンドレイが統括・公共行政担当に、カルラス・スラーに替えてマネル・バルセルスが大学・研究・情報社会担当に起用された。
一方新自治憲章案についてのERCの姿勢についての議論は党の活動の大きな部分を占め続けた。党の主要人物の間での議論の後、執行部は一般党員に党として住民投票には無効票を投じることを提案した：「削減された」自治憲章案については賛成はできないが、自分たちが作り上げた案に対しては反対票を投じることもできないためで、カロッド＝ルビーラによると「およそ85%の党員」がこの提案に賛同を示したとされる。しかし、臨時党大会に参集した党員たちは執行部の提案を無視、党として「反対」の立場をとることを支持した。
2006年5月11日上院での新自治憲章案の可決（ERC議員は欠席）の翌日、同年6月18日に行われる住民投票でERCは反対票を投じる声明を行った後、州首相パスクアル・マラガイによってERCの全閣僚は罷免された。これに対してERCはカタルーニャ州行政において責任ある高い役職にあるものの辞職で応じた。罷免されたERCの6閣僚の後任はPSCから選ばれた。このティネイ協定の空中分解は政治危機を湧出し、パスクアル・マラガイ自治州首相は州議会を解散し、同年末に予定されていた州議会選挙の前倒しての実施へと追い込まれる可能性のある住民投票を実施する賭けに出た。
ERCは新自治憲章についての住民投票において「反対」を呼びかけた。党の選挙スローガンは「今は反対、カタルーニャにはもっと価値がある」（Ara toca no: Catalunya mereix més）というものであった。
2006年6月18日住民投票が行われ、賛成票73.90%で可決された。ERCは反対を呼び掛けたものの、それにこたえて反対票を投じたものは20.76%にすぎなかった。同日夜ジュゼップ・リュイス・カロッド＝ルビーラはERCの提案が賛意を得られなかったことを認め、党の近年の数々の失策を真摯に受け止め、学ぶ必要性を表明した。
2006年10月8日にはERCの70年の歴史において初めて党員数10,000人を超えた。これは3党連立自治政府与党となる以前の4年前の党員数を倍増させたことを意味した。

### 2006年-2010年：第2次3党連立政権
2006年11月1日の州議会選挙では前回選挙よりおよそ10万票を失うという惨敗を喫したものの、失った議席数はわずかに2議席であった。カタルーニャ社会主義者党（PSC）も同様に議席を失い、こちらはERCより多い5議席を失った。これに対して3党連立与党の中で最も小さい政党であるエコ社会主義政党カタルーニャ緑のためのイニシアティブ（ICV）は議席を増やし、PSCのホセ・モンティージャを首班とする、前回のような党利党略ではなく社会政策を優先させる、騒々しさのない政権運営を遂行することを主眼とする「進歩のための国民協定」という名称の新協定での3党連立の枠組みを維持することに成功した。
しかしながら、新自治憲章に対する国民党の批判に最高裁判事パブロ・ペレス・トレムスが同調する動きに対し、ERCは控えめな批判を行い、その上民族自決の住民投票が行われるまで、連立の枠組みを変えることを検討した。この動きはERCは安定的な政権運営を担う覚悟があるのか、それともそうでないのかという議論を再び開いたが、これは後に明らかになる、ERC内部により急進的なグループが存在するという一枚岩ではない党の不安定さを表していた。
2008年の総選挙で、ERCは前回獲得した652,196票（2.52%）から35万票以上少ない296,473票（1.17%）へと大きく票を減らし、前回の8議席から5議席を失い、単独で会派を形成することができなくなるという惨敗を喫した。しかし、上院議席はカタルーニャ進歩協定内で4議席を確保した。このERCの大きな後退は選挙においてPPとPSOE（当時カタルーニャでの支部政党であるPSCはERCとともに自治政府の政権与党であった）に人々の関心が集まったことが原因であると考えられた。進歩主義的な考えを持つ多くの有権者は現職の首相であったホセ・ルイス・ロドリゲス・サパテーロの政策が自治憲章に反対の立場であるPPが政権に就くよりも好ましいとの考えで、PSOEへの投票を行ったものであると考えられた（しかし後にこの考えは見直されることとなった）。
2008年6月7日の第15回党大会の後37.22%の支持を得たジュアン・プチャルコスがジュアン・カラテール（27.56%）、アルネスト・バナック（26.68%）、ジャウマ・ラニェー（8.10%）を押さえて党首に、またラフェル・ニウボー（23.79%）、ルト・カランデイ（19.70%）、ウリエル・ベルトラン（18.42%）を押さえ37.52%の支持を得たジュアン・リダーオが書記長に選出された。
2007年から存在するERCの内部グループであるReagrupament（再集団化、再編成の意）が2009年4月に、自治政府の元閣僚で前回の党大会で党代表職を争ったジュアン・カラテールとルト・カランデイによって、2010年の州議選のため唯一の目的であるカタルーニャ独立を目指す候補を擁立する目的で、党を割った。

### 2010年以降現在まで
2010年の州議選において、ERCが獲得した票は前回2006年のほぼ半数の218,046票（6.95%）で、前回より11議席少ない10議席にとどまった。ERC、PSC、ICVの与党3党の敗北により、新たに3党によって多数を形成し、CiUとともに自治政権を担うということが不可能となった。
州議選前の2010年7月には、下院議員ウリエル・ベルトランが、ジュアン・ラポルタとアルフォンス・ロペス・テナとともに独立のためのカタルーニャ連帯を設立するためにERCを離党、同党は102,921票（3.29%）の支持を得て、4議席を獲得した。またReagrupamentはわずか39,834票（1.27%）に終わった。
2011年の自治体選挙においてもERCの退潮傾向は続き、得票は271,349票（1.20%）であった；バルセロナではReagrupament、カタルーニャ民主主義と選挙連合バルセロナのための連合を結成して臨み、1議席減でとどまった。選挙後の5月23日、惨敗に終わった選挙結果を受けてジュアン・プチャルコスとその執行部は辞任した。また同年6月3日には元党首ジュゼップ・リュイス・カロッド＝ルビーラは党を離れたことを発表した。
2011年9月17日2011年の総選挙に向けての党の候補者を選出するための第一次選考会が開かれ、アルフレード・ボッシュが65.81%の支持票を得て、対立候補ジュアン・リダーオ（30.66%）を下し、選ばれた。また対立候補がいなかったことにより、ウリオル・ジュンケーラスは92.07%、マルタ・ルビーラは89.79%の支持で、それぞれ党代表、書記長として承認された。この大会で、ウリオル・ジュンケーラスはReagrupamentとカタルーニャ連帯に共闘を申し出、Reagrupamentはその申し出を受け入れたが、カタルーニャ連帯には断られた。最終的にERC、Reagrupament、カタルーニャ・シ（独立主義派）との間で選挙連合を結成、カタルーニャで7.06%の支持を得、3議席（バルセロナ県で2、ジローナ県で1）を獲得した。

## 思想および政治姿勢

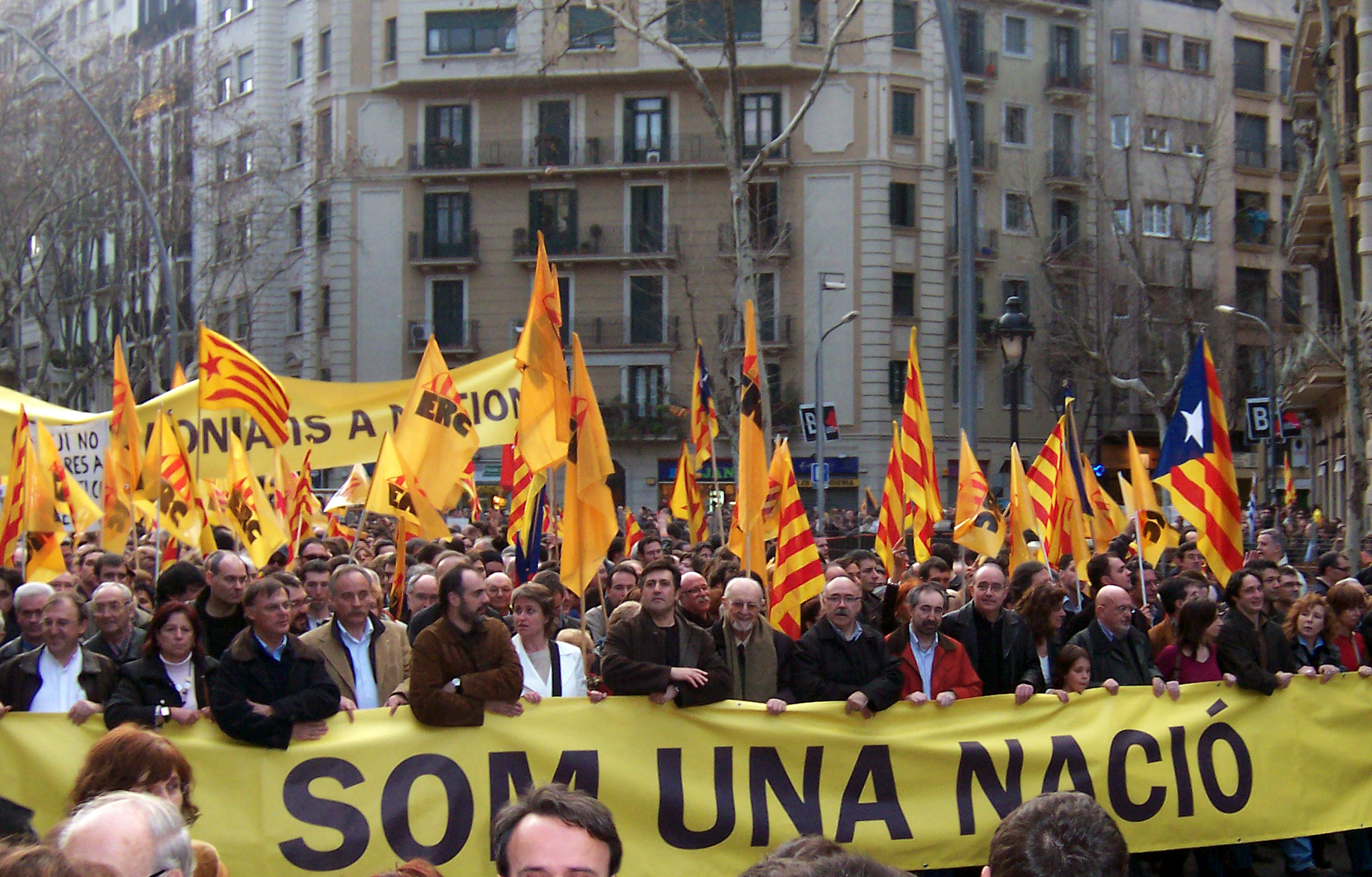
2006年2月18日にバルセロナで行われた"Som una nació"（「私たちは一つのネーションだ」）デモでのERCの指導部

ERCは今日左翼を標榜しているが、歴史的には労働組合主義左翼諸政党のはずれに、社会主義あるいはマルクス主義系統の政党の位置にあった。
平和的手段によるカタルーニャの独立を支持している。暴力を否定し、政治制度を通じての民主的手法による民族自決を目指している。テロリストグループテーラ・リウラの解散に力を貸し、そのグループの一部のメンバーをERC内に取り込むことに成功した。

## 内部組織
ERCの内部組織はカタルーニャ州内に9支部、州外に3支部を有する。
カタルーニャ州内の支部組織（federacions regionals）：
- バルセロナ都市圏地域支部（Federació de la regió metropolitana de Barcelona）
- ジローナ地域支部（Federació de la regió de Girona）
- カム・ダ・タラゴーナ地域支部（Federació de la regió del Camp de Tarragona）
- レブラ地域支部（Federació de la regió de l'Ebre）
- 中央カタルーニャ地域支部（Federació de la regió de la Catalunya Central）
- リェイダ地域支部（Federació de la regió de Lleida）
- ラルト・ピリネウ＝アラン地域支部（Federació de la regió de l'Alt Pirineu-Aran）
- バルセロナ市地域支部（Federació de la regió de la ciutat de Barcelona）
- アル・パナデス地域支部（Federació de la regió del Penedès）

州外のカタルーニャ語圏の支部組織（federacions territorials）：
- バレンシア州の支部組織（Federació del País Valencià）－バレンシア共和主義左翼（Esquerra Republicana del País Valencià）（スペイン語版）という名称で活動。
- バレアレス諸島州の支部組織（Federació de les Illes Balears）－共和主義左翼（Esquerra Republicana）という名称で活動。
- 北カタルーニャの支部組織（Federació de la Catalunya Nord）－カタルーニャ共和主義左翼（Esquerra Republicana de Catalunya）という名称で活動。

## 歴代指導者
| 代  | 党首                                     | 任期          |
| --- | ---------------------------------------- | ------------- |
| 1.  | ジュアキン・リュレンス・アバリョー       | 1931年-1932年 |
| 2.  | フランセスク・マシアー                   | 1932年-1933年 |
| 3.  | リュイス・クンパンチ                     | 1933年-1934年 |
| 4.  | カルラス・ピ・イ・スニェー               | 1934年-1936年 |
| 5.  | リュイス・クンパンチ                     | 1936年-1940年 |
| -   | 空席                                     | 1940年-1993年 |
| 6.  | アリベルト・バレーラ・イ・コスタ         | 1993年-1995年 |
| 7.  | ジャウマ・カンパバダル                   | 1995年-1996年 |
| 8.  | ジョルディ・カルブネイ                   | 1996年-2004年 |
| 9.  | ジュゼップ＝リュイス・カロッド＝ルビーラ | 2004年-2008年 |
| 10. | ジュアン・プチャルコス                   | 2008年-2011年 |
| 11. | ウリオル・ジュンケーラス                 | 2011年-       |

| 代  | 書記長                                     | 任期                |
| --- | ------------------------------------------ | ------------------- |
| 1.  | ジュアン・リュイス・プジョール・イ・フォン | 1931年3月-1931年4月 |
| 2.  | ジュゼップ・タラデーリャス                 | 1931年4月-1932年3月 |
| 3.  | ジュアン・タウレー                         | 1932年3月-?         |
| 3.  | ジュゼップ・タラデーリャス                 | 1938年-1957年       |
| 4.  | ジュアン・サウレット                       | 1957年-1959年       |
| -   | 空席                                       | 1959年-1976年       |
| 5.  | アリベルト・バレーラ・イ・コスタ           | 1976年-1987年       |
| 6.  | ジュアン・ウルタラー                       | 1987年-1989年       |
| 7.  | アンジャル・クロム                         | 1989年-1996年       |
| 8.  | ジュゼップ＝リュイス・カロッド＝ルビーラ   | 1996年-2004年       |
| 10. | ジュアン・プチャルコス                     | 2004年-2008年       |
| 11. | ジュアン・リダウ                           | 2008年-2011年       |
| 12. | マルタ・ルビーラ                           | 2011年-             |

## 現在の党選出議員・首長
- 欧州議会：1議席（2009年-）。
- 国会（下院）：3議席。
- カタルーニャ自治州議会：21議席（2012年-）。
- 自治体首長：150首長（2011年-）。
- 自治体議員：1,410議席（2011年-カタルーニャ州1,384議席、バレアレス諸島州16議席、バレンシア州10議席）。

## 選挙結果

### スペイン国会選挙
| スペイン国会総選挙（下院） |                                          |         |                     |                         |          |                   |                       |
| 選挙年 | 筆頭候補者                               | 得票    | スペイン 国内得票率 | カタルーニャ 州内得票率 | 獲得議席 | スペイン 国内席次 | カタルーニャ 州内席次 |
| 1931年 | ジュアキン・リュレンス・アバリョー       | n/a     | n/a                 | n/a                     | 31 / 470 | 4º                | 1º                    |
| 1933年 | リュイス・クンパンチ                     | n/a     | n/a                 | n/a                     | 18 / 472 | 8º                | 2º                    |
| 1936年 | n/a                                      | n/a     | n/a                 | n/a                     | 36 / 473 | 5º                | 1º                    |
| |                                          |         |                     |                         |          |                   |                       |
| 1977年 a | アリベルト・バレーラ                     | 143,954 | 0.79%               | 4.72%                   | 1 / 350  | 9º                | 6º                    |
| 1979年 b | アリベルト・バレーラ                     | 123,452 | 0.69%               | 4.18%                   | 1 / 350  | 10º               | 5º                    |
| 1982年 | フランセスク・ビセンス                   | 138,118 | 0.66%               | 4.02%                   | 1 / 350  | 9º                | 5º                    |
| 1986年 | フランセスク・ビセンス                   | 84,628  | 0.42%               | 2.67%                   | 0 / 350  | 16º               | 6º                    |
| 1989年 | ジュアン・ウルタラー                     | 84,756  | 0.41%               | 2.68%                   | 0 / 350  | 18º               | 6º                    |
| 1993年 | ピラール・ラオーラ                       | 189,632 | 0.80%               | 5.10%                   | 1 / 350  | 8º                | 5º                    |
| 1996年 | ピラール・ラオーラ                       | 167,641 | 0.67%               | 4.18%                   | 1 / 350  | 9º                | 5º                    |
| 2000年 | ジュアン・プチャルコス                   | 194,715 | 0.84%               | 5.64%                   | 1 / 350  | 9º                | 4º                    |
| 2004年 | ジュゼップ・リュイス・カロッド＝ルビーラ | 652,196 | 2.52%               | 15.89%                  | 8 / 350  | 4º                | 3º                    |
| 2008年 | ジュアン・リダーオ                       | 296,473 | 1.17%               | 7.81%                   | 3 / 350  | 5º                | 4º                    |
| 2011年 c | アルフレード・ボッシュ                   | 256,393 | 1.05%               | 7.06%                   | 3 / 350  | 8º                | 5º                    |
| 2015年 c | ガブリエル・ルフィアン                   | 599,289 | 2.39%               | 15.98%                  | 9 / 350  | 8º                | 2º                    |
| a カタルーニャ左翼＝民主主義選挙戦線（Esquerra de Catalunya - Front Electoral Democratic）という名称で選挙に臨んだ。 b カタルーニャ国民戦線（Front Nacional de Catalunya）、カタルーニャ社会民主党（Partit Socialdemócrata de Catalunya）との選挙連合で。 c Reagrupament（Reagrupament）、カタルーニャ・シ（Catalunya Sí）と結成した選挙連合カタルーニャ共和主義左翼＝カタルーニャ・シ（Esquerra Republicana de Catalunya-Catalunya Sí）の中で。 |                                          |         |                     |                         |          |                   |                       |

| カタルーニャ自治州議会選挙 |                                          |         |        |          |        |  |  |
| 選挙年 | 筆頭候補者                               | 得票    | 得票率 | 獲得議席 | 席次   |  |  |
| 1932年 | フランセスク・マシアー                   | n/a     | n/a    | 57 / 85  | 1º     |  |  |
| |                                          |         |        |          |        |  |  |
| 1980年 a | アリベルト・バレーラ                     | 240,871 | 8.87%  | 14 / 135 | 5º     |  |  |
| 1984年 | アリベルト・バレーラ                     | 126,943 | 4.41%  | 5 / 135  | 5º     |  |  |
| 1988年 | ジュアン・ウルタラー                     | 111,647 | 4.14%  | 6 / 135  | 5º     |  |  |
| 1992年 | アンジャル・クロム                       | 210,366 | 7.96%  | 11 / 135 | 3º     |  |  |
| 1995年 | アンジャル・クロム                       | 305,867 | 9.49%  | 13 / 135 | 4º     |  |  |
| 1999年 | ジュゼップ＝リュイス・カロッド＝ルビーラ | 271,173 | 8.67%  | 12 / 135 | 4º     |  |  |
| 2003年 b | ジュゼップ＝リュイス・カロッド＝ルビーラ | 544,324 | 16.50% | 23 / 135 | 3º     |  |  |
| 2006年 | ジュゼップ＝リュイス・カロッド＝ルビーラ | 413,683 | 14.05% | 21 / 135 | 3º     |  |  |
| 2010年 | ジュアン・プチャルコス                   | 219,173 | 7.00%  | 10 / 135 | 5º     |  |  |
| 2012年 c | ウリオル・ジュンケーラス                 | 498,124 | 13.70% | 21 / 135 | 2º     |  |  |
| 2015年 d | —                                        | N/D     | N/D    | 17 / 135 | 1º (d) |  |  |
| a カタルーニャ社会民主党（Partit Socialdemòcrata de Catalunya、PSDC）との選挙連合で。14議席のうちERCに13議席、PSDCに1議席が配分された。 b 政治グループカタルーニャ2003（Catalunya 2003）の支持を受けて。 c 選挙連合（ERC-CAT SÍ）内で。ERCに19議席、CatSíに2議席が配分された。 d 選挙連合ジュンツ・パル・シ（62議席）内で。 |                                          |         |        |          |        |  |  |

| バレアレス諸島自治州議会選挙 |                        |                              |        |          |      |
| 選挙年                       | 筆頭候補者             | 得票                         | 得票率 | 獲得議席 | 席次 |
| 1995年                       |                        | 2,082                        | 0.56%  | 0        | 9º   |
| 1999年                       | ジュゼップ・セーラ     | 1,106                        | 0.31%  | 0        | 11º  |
| 2003年                       | カタリーナ・ガラベルト | 1,667                        | 0.40%  | 0        | 9º   |
| 2007年                       | ジュアン・リャドー     | 37,352 （Bloc per Mallorca） | 9.17%  | 0        | 3º   |
| 2011年                       | ジュアン・リャドー     | 5,325                        | 1.31%  | 0        | 8º   |

| バレンシア自治州議会選挙 |                      |        |        |          |      |
| 選挙年                   | 筆頭候補者           | 得票   | 得票率 | 獲得議席 | 席次 |
| 2003年                   | アグスティ・セルダー | 7,609  | 0.32%  | 0        | 6º   |
| 2007年                   | アグスティ・セルダー | 11,686 | 0.49%  | 0        | 6º   |
| 2011年                   | アグスティ・セルダー | 11,116 | 0.45%  | 0        | 8º   |

## 住民投票
- 1931年：ヌリア自治憲章についての住民投票（スペイン語版） - 賛成を呼びかけた。
- 1976年：政治改革法についての住民投票（スペイン語版） - 賛成を呼びかけたが、合法化されていなかったため、選挙運動には参加しなかった。
- 1978年：スペイン憲法についての住民投票（スペイン語版） - 反対を呼び掛けた。
- 1979年：カタルーニャ自治憲章についての住民投票 (1979年)（スペイン語版） - 賛成を呼びかけた。
- 1986年：NATO残留についての住民投票（スペイン語版） - 反対を呼び掛けた。
- 2005年：欧州憲法条約についての住民投票（スペイン語版） - 反対を呼び掛けた。
- 2006年：カタルーニャ自治憲章改正についての住民投票（スペイン語版） - 反対を呼び掛けた。